# Assicikreek
De Assicikreek is een waterloop in het zuid van Suriname. De kreek ligt in het district Sipaliwini, ongeveer 250 kilometer ten zuiden van de hoofdstad Paramaribo. De Assicikreek maakt deel uit van het stroomgebied van de Marowijnerivier en mondt uit in de Lawarivier, die deels de grens vormt tussen Suriname en Frans-Guyana.